# Renate Limbach
Renate Limbach (Nijmegen, 23 oktober 1971 – Zoetermeer, 6 juni 2006) was een Nederlands schaakster en onderwijskundige.
Renate Limbach groeide met haar één jaar oudere zus Marieke op in een warm gezin in Apeldoorn. Vader Ton Limbach was daar werkzaam als manager bij de Schooladviesdienst (later Perspectief). Hij leerde Renate schaken en ze deed dat graag. Omdat ze goed kon leren, had ze op school (de Anne Frankschool) vaak tijd over. Zodra ze met het reguliere schoolwerk klaar was, mocht ze het schaakbord pakken. Op haar tiende werd Renate lid van het Apeldoorns Schaakgenootschap en ging ze aan toernooien meedoen. In 1986 werd ze Nederlands meisjeskampioene in de categorie tot en met zestien jaar. Het Veluws College, waar ze van 1984 tot 1990 het gymnasium doorliep, gaf haar de ruimte om sport en school te combineren.

## Loopbaan
In 1990 werd ze op 18-jarige leeftijd schaakkampioen van Nederland bij de dames. In datzelfde jaar speelde ze ook mee in de Schaakolympiade voor dames en in 1998 speelde ze samen met Erika Sziva simultaan tijdens de "Apeldoornse Schaakdriedaagse". Bij de FIDE stond ze als damesmeester (WIM) gerangschikt.
Ze stopte haar schaakcarrière voor een universitaire studie toegepaste onderwijskunde waarin ze in 2001 aan de Universiteit Twente promoveerde. Ze combineerde haar onderwijskundige interesse met haar schaakverleden door haar bijdrage aan de verandering van het opleidingstraject voor schaaktrainers van de Koninklijke Nederlandse Schaakbond (KNSB).
Daarna had ze een tijdlang een baan als assistente bij de VVD-fractie in de Tweede Kamer, waarna ze als adjunct-inspecteur voor het hoger onderwijs in dienst kwam van het Ministerie van Onderwijs.
Renate Limbach overleed plotseling op 34-jarige leeftijd, en werd begraven in Apeldoorn.